# Шуґа
Мін Юнґі (кор. 민윤기; англ. Min Yoongi, нар. 9 березня 1993, Тегу, Південна Корея) — південнокорейський репер, автор пісень та музичний продюсер, більш відомий під такими сценічними псевдонімами як Шуґа (англ. Suga) та Аґуст Ді (англ. Agust D). Працює під егідою компанії Big Hit (укр. Біґ Хіт), дебютував у складі південнокорейського чоловічого гурту BTS у 2013 році. У 2016 році випустив сольний мікстейп Agust D, а 2020 — Agust D-2. Корейська музична асоціація авторських прав зареєструвала 104 пісні на його ім'я, включаючи пісню «Wine» (записану разом зі співачкою Suran), яка посіла 2-гу сходинку чарту Gaon та виграла нагороду «Best Soul/R&B track of the Year» на Melon Music Awards у 2017 році.

## Ім'я
Сценічне ім'я Шуґа (кор. 슈가, англ. suga) — це перші літери терміну «shooting guard», позиції, яку Юнґі займав, граючи в баскетбол у школі. У 2016 році, випустивши мікстейп, Юнґі взяв псевдонім Agust D — скорочення від «Daegu Town» (Тегу — рідне місто репера) та ім'я Шуґа, записане навпаки.

## Життя і кар'єра

### 1993—2010: Ранні роки
Мін Юнґі народився 9 березня 1993 року у місті Тегу в Південній Кореї. Окрім нього в родині є старший брат. Юнґі навчався у початковій школі Теджон, середній Ґваним та старшій Апгучон.
Почувши пісню Stony Skunk «Reggae Muffin», хлопець почав цікавитися репом, оскільки це відрізнялося від усього, що він чув раніше. Після знайомства з музикою гурту Epik High Юнґі остаточно вирішив стати репером.
У тринадцять років він почав писати музику у MIDI-форматі. У сімнадцять років влаштувався підробляти у студію звукозапису і з того часу почав створювати та обробляти музику, читати реп і виступати. До дебюту в BTS Юнґі був відомим на андеґраундній сцені як репер Gloss. У 2010 році в складі хіп-хоп команди D-Town він записав пісню «518-062» про студентське повстання у Кванджу.

### 2013— до сьогодні: BTS
Спочатку Юнґі приєднався до компанії «Біґ Хіт» як музичний продюсер та 3 роки тренувався разом із майбутніми учасниками гурту BTS Джей-Хоупом та РМ-ом. Дебютував у складі гурту BTS у музичній передачі M Countdown корейського каналу Mnet з піснею «No More Dream» з дебютного альбому 2 Cool 4 Skool. Юнґі пише тексти для альбомів гурту та є продюсером багатьох пісень.

### 2016— до сьогодні: сольні проекти

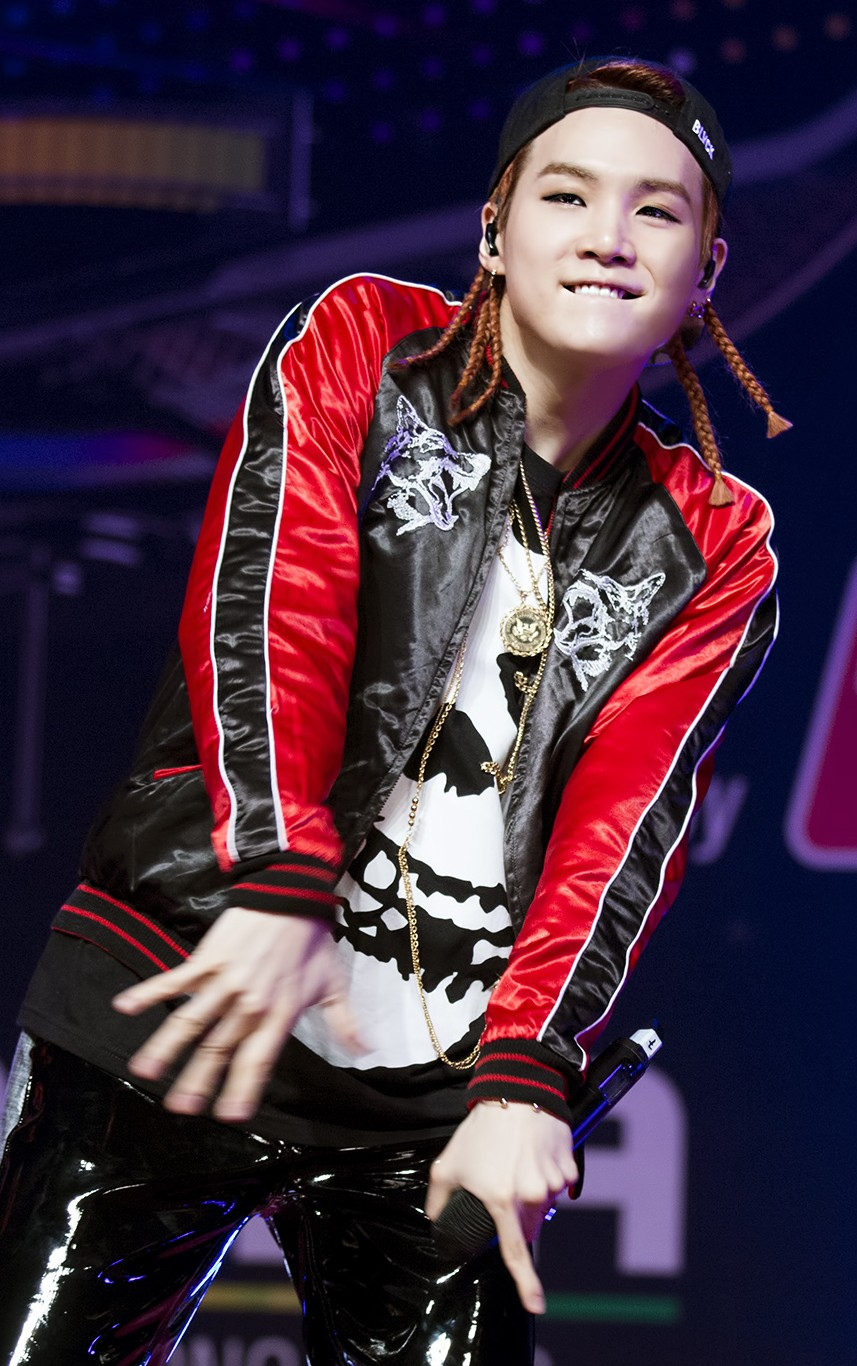
Юнґі на церемонії MAMA у Гонконзі З грудня 2014

15 серпня 2016 року Юнґі під псевдонімом Agust D безкоштовно розмістив свій однойменний мікстейп з десяти пісень на SoundCloud, одразу вирішивши не робити з нього комерційний проект, тому що відчував, «ніби застряг у якихось рамках». У своїх текстах він розповідає про такі речі, як боротьбу з депресією та соціофобією. «Цей мікстейп — те, що я насправді дуже хотів зробити. Я хотів показати справжнього себе, так, як ніколи не зможу у піснях BTS». Agust D потрапив у список 20-и найкращих мікстейпів 2016 року музичного каналу Fuse.
У 2017 році Юнґі написав пісню «Wine» для співачки Suran, з якою співпрацював у записі одного з синглів свого мікстейпу. Suran почула чорновий варіант пісні у студії репера та попросила його продовжити роботу з нею. Згодом «Wine» посіла друге місце у цифровому чарті Gaon та 2 грудня 2017 року здобула перемогу в номінації Best Soul/R&B track на Melon Music Awards. За цю пісню Юнґі також отримав нагороду Hot Trend Award.
У лютому 2018 року Юнґі перевипустив свій мікстейп для цифрового продажу та стримінгу і одразу очолив чарти iTunes в 11 країнах. Також Agust D лише за тиждень посів 3-ю сходинку чарту Billboard's World Albums, 5-у — в Heatseekers Albums і 46-у — в Emerging Artists.
22 січня 2019 року Юнґі написав і виконав реп-куплет у пісні співачки Лі Сори «Song Request», музику та текст якої створив Табло з Epik High. Обидва репери також стали продюсерами пісні. «Song Request» дебютувала на 3-ій сходинці корейського цифрового чарту Gaon та на 2-ій у чарті Billboard's World Digital Songs. За два дні пісню в США завантажили 3000 разів. «Song Request» отримала нагороду в категорії «Best Collaboration» на МАМА-2019.

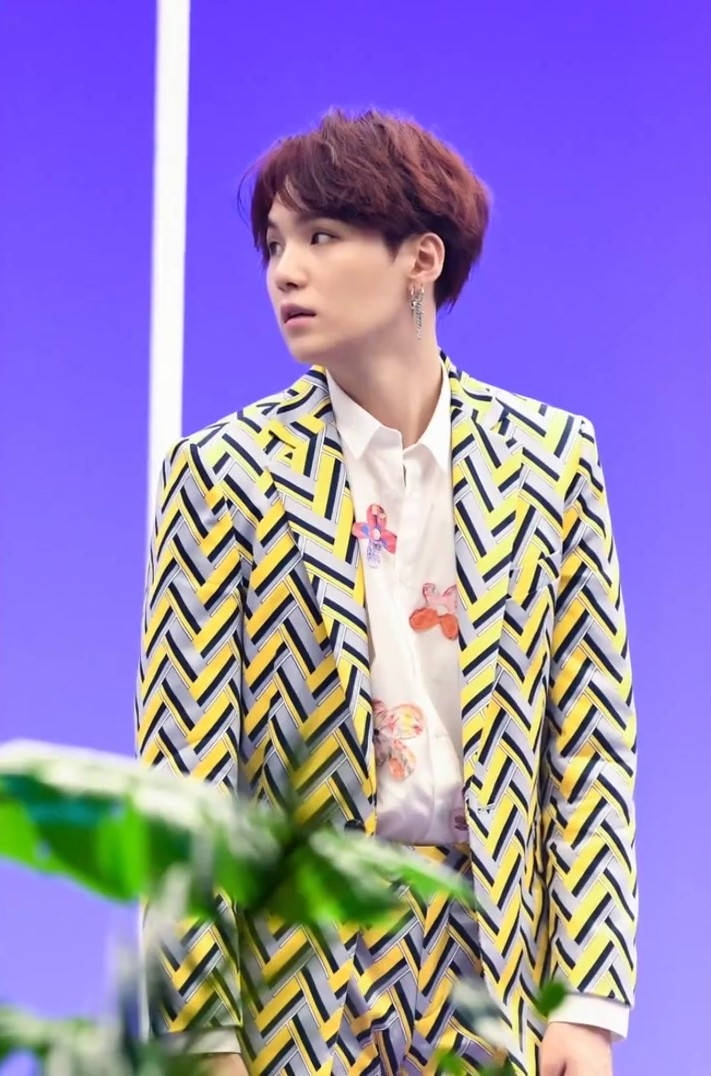
Юнґі на зйомках кліпу BTS «Idol»

27 лютого 2019 було оголошено, що Юнґі став продюсером треку «Eternal Sunshine» в альбомі Sleepless гурту Epik High. 7 липня вийшов спродюсований Юнґі цифровий сингл «We Don't Talk Together» реперки Хейз, яка також стала співавторкою тексту та музики, разом із El Captixn. «We Don't Talk Together» також була номінована у категорії Best Collaboration на МАМА-2019.
6 грудня того ж року Юнґі та Halsey разом випустили пісню «SUGA's Interlude» для нового альбому співачки Manic.
6 травня 2020 року корейська співачка IU випустила цифровий сингл «Eight», що був спродюсований та в записі якого взяв участь Юнґі.
22 травня 2020 року Юнґі під своїм псевдонімом Агуст Ді випустив другий мікстейп під назвою D-2 разом із кліпом на пісню «Daechwita». Альбом дебютував на 11 сходинці в головному чарті альбомів США Billboard 200, а також вперше для корейських сольних виконавців увійшов в топ-10 чарту альбомів Великої Британії. 
11 серпня 2021 року Юнґі випустив ремікс фірмового рингтону Samsung «Over The Horizon» для заходу «Unpacked 2021».  
8 жовтня оголосили, що він спродюсує головний трек у новому альбомі японського співака ØMI. Пісня «You» вийшла 15 жовтня.
У грудні 2021 року Юнґі взяв участь у випуску посмертного альбому Juice WRLD Fighting Demons та написав куплет для пісні «Girl of My Dreams», яка дебютувала у чарті Billboard Hot 100 на 29 місці (таким чином репер вдруге потрапив до цього чарту як корейський соло-виконавець).
У лютому 2022 року Юнґі написав саундтрек «Stay Alive» до вебтуну 7 FATES: CHAKHO, який виконав інший учасник гурту BTS Чон Чонґук.

## Творчість
Юнґі сам пише, компонує, упорядковує, редагує та зводить свою музику. У Корейській асоціації музичних авторських прав (KOMCA) на його ім'я зареєстровано більше 70-и пісень. Він грає на піаніно, синтезаторі, гітарі та продюсує хіп-хоп та R&B музику. Його тексти «сповнені мріями та надіями», а пісні створені з наміром «стати силою багатьох людей». Юнґі каже, що продовжувати займатись музикою його надихнули альбом Ragga Muffin регі-дуету Stony Skunk та пісня «Fly» хіп-хоп гурту Epik High.
Джефф Бенджамін з каналу Fuse зазначив, що мікстейп Юнґі «демонструє зіркові палкі твори, дуже відвертий стиль репу та вміння перетворити слабкості на силу». Інші критики відмітили, що репер «майстерно розповідає історії через музику, яку створює, і руйнує бар'єри цензури та прикрашення».
У січні 2018 року Мін Юнґі першим з гурту був прийнятий до Корейської асоціації музичних авторських прав.

## Вплив
У 2017 році за результатами опитування корейського сайту Gallup, що було проведене серед 4200 чоловіків та жінок віком від 13 до 59 років, Юнґі посів 13-е місце у рейтингу найулюбленіших ідолів. У 2018 році він зайняв 7-е місце.
Співак Зухо з гурту SF9 назвав Юнґі своїм взірцем для наслідування.

## Особисте життя
У 2014 році на фан-зустріч з нагоди просування альбому Dark & Wild у свій День народження Юнґі підготував 300 подарунків для фанатів, які загорнув та підписав власноруч. Коли виявилось, що на зустріч прийшло більше людей, ніж очікували, репер докупив ще 50 подарунків, які також підписав та запакував.
У 2014 році Юнґі пообіцяв нагодувати своїх фанатів м'ясом, якщо гурт стане успішним. Через кілька років у свій 25-й День народження він передав 10 кг м'яса першого сорту та підписані альбоми BTS у 39 дитячих садочків від імені АРМІ, фандому BTS. На 26-й День народження репер пожертвував дитячому Фонду боротьби з раком у Кореї 88 тисяч доларів та 329 іграшок Шукі.
З 2019 року Юнґі живе в районі Ханнам у Сеулі в Південній Кореї. У 2018 році він придбав квартиру неподалік від річки Хан за 3 мільйони доларів, але продовжує жити з іншими учасниками гурту.
Юнґі відкрито говорить про свої психічні проблеми, соціальні негаразди та підтримку ЛГБТ спільноти.

## Дискографія
Студійні альбоми
- D-Day (2023)

Мікстейпи
- Agust D (2016)
- D-2 (2020)

## Авторство в написанні композицій

### 2013—2015
| Рік  | Альбом                                    | Артист | Пісня                                      |
| ---- | ----------------------------------------- | ------ | ------------------------------------------ |
| 2013 | 2 Cool 4 Skool                            | BTS    |                                            |
| 2013 | 2 Cool 4 Skool                            | BTS    | «We Are Bulletproof Pt. 2»                 |
| 2013 | 2 Cool 4 Skool                            | BTS    | «No More Dream»                            |
| 2013 | 2 Cool 4 Skool                            | BTS    | «I Like It»                                |
| 2013 | O! RUL8,2?                                | BTS    |                                            |
| 2013 | «NO»                                      | BTS    |                                            |
| 2013 | «We On»                                   | BTS    |                                            |
| 2013 | «If I Ruled the World»                    | BTS    |                                            |
| 2013 | «Coffee»                                  | BTS    |                                            |
| 2013 | «BTS Cypher Pt. 1»                        | BTS    |                                            |
| 2013 | «Attack on Bangtan»                       | BTS    |                                            |
| 2013 | «Satoori Rap»                             | BTS    |                                            |
| 2014 | Skool Luv Affair                          | BTS    |                                            |
| 2014 | Skool Luv Affair                          | BTS    | «Intro: Skool Luv Affair»                  |
| 2014 | Skool Luv Affair                          | BTS    | «Boy in Luv»                               |
| 2014 | Skool Luv Affair                          | BTS    | «Where Did You Come From?»                 |
| 2014 | Skool Luv Affair                          | BTS    | «Just One Day»                             |
| 2014 | Skool Luv Affair                          | BTS    | «Tomorrow»                                 |
| 2014 | Skool Luv Affair                          | BTS    | «BTS Cypher Pt. 2: Triptych»               |
| 2014 | Skool Luv Affair                          | BTS    | «Jump»                                     |
| 2014 | Skool Luv Affair                          | BTS    | «Miss Right»                               |
| 2014 | Skool Luv Affair                          | BTS    | «I Like It (Slow Jam Remix)»               |
| 2014 | Skool Luv Affair                          | BTS    | «Spine Breaker»                            |
| 2014 | Dark &amp; Wild                           | BTS    |                                            |
| 2014 | «What Am I To You?»                       | BTS    |                                            |
| 2014 | «Danger»                                  | BTS    |                                            |
| 2014 | «War of Hormone»                          | BTS    |                                            |
| 2014 | «Hip Hop Lover»                           | BTS    |                                            |
| 2014 | «Let Me Know»                             | BTS    |                                            |
| 2014 | «Rain»                                    | BTS    |                                            |
| 2014 | «BTS Cypher Pt.3: Killer ft. Supreme Boi» | BTS    |                                            |
| 2014 | «What Are You Doing?»                     | BTS    |                                            |
| 2014 | «Would You Turn off Your Cellphone?»      | BTS    |                                            |
| 2014 | «Blanket Kick»                            | BTS    |                                            |
| 2014 | «24/7 = Heaven»                           | BTS    |                                            |
| 2014 | «Look Here»                               | BTS    |                                            |
| 2014 | «2nd Grade»                               | BTS    |                                            |
| 2014 | Wake Up                                   | BTS    |                                            |
| 2014 | «The Stars»                               | BTS    |                                            |
| 2014 | «I Like It Pt. 2»                         | BTS    |                                            |
| 2014 | «Wake Up»                                 | BTS    |                                            |
| 2015 | The Most Beautiful Moment in Life, Part 1 | BTS    |                                            |
| 2015 | The Most Beautiful Moment in Life, Part 1 | BTS    | «Intro: The Most Beautiful Moment in Life» |
| 2015 | The Most Beautiful Moment in Life, Part 1 | BTS    | «I Need U»                                 |
| 2015 | The Most Beautiful Moment in Life, Part 1 | BTS    | «Hold Me Tight»                            |
| 2015 | The Most Beautiful Moment in Life, Part 1 | BTS    | «Dope»                                     |
| 2015 | The Most Beautiful Moment in Life, Part 1 | BTS    | «Boyz with Fun»                            |
| 2015 | The Most Beautiful Moment in Life, Part 1 | BTS    | «Converse High»                            |
| 2015 | The Most Beautiful Moment in Life, Part 1 | BTS    | «Moving On»                                |
| 2015 | The Most Beautiful Moment in Life, Part 2 | BTS    |                                            |
| 2015 | «Intro: Never Mind»                       | BTS    |                                            |
| 2015 | «Run»                                     | BTS    |                                            |
| 2015 | «Butterfly»                               | BTS    |                                            |
| 2015 | «Whalien 52»                              | BTS    |                                            |
| 2015 | «My City»                                 | BTS    |                                            |
| 2015 | «Dead Leaves»                             | BTS    |                                            |

### 2016
| Рік  | Альбом                                           | Артист  | Пісня                        |
| ---- | ------------------------------------------------ | ------- | ---------------------------- |
| 2016 | The Most Beautiful Moment in Life: Young Forever | BTS     |                              |
| 2016 | The Most Beautiful Moment in Life: Young Forever | BTS     | «Butterfly (Prologue Remix)» |
| 2016 | The Most Beautiful Moment in Life: Young Forever | BTS     | «Run (Ballad Mix)»           |
| 2016 | The Most Beautiful Moment in Life: Young Forever | BTS     | «Run (Alternative Mix)»      |
| 2016 | The Most Beautiful Moment in Life: Young Forever | BTS     | «Epilogue: Young Forever»    |
| 2016 | The Most Beautiful Moment in Life: Young Forever | BTS     | «Fire»                       |
| 2016 | The Most Beautiful Moment in Life: Young Forever | BTS     | «Save Me»                    |
| 2016 | Youth                                            | BTS     |                              |
| 2016 | «Introduction: Youth»                            | BTS     |                              |
| 2016 | «Good Day»                                       | BTS     |                              |
| 2016 | «Wishing on A Star»                              | BTS     |                              |
| 2016 | «For You»                                        | BTS     |                              |
| 2016 | Agust D                                          | Agust D |                              |
| 2016 | Agust D                                          | Agust D | «Intro: Dt sugA ft. DJ Friz» |
| 2016 | Agust D                                          | Agust D | «Agust D»                    |
| 2016 | Agust D                                          | Agust D | «Give It To Me»              |
| 2016 | Agust D                                          | Agust D | «Skit»                       |
| 2016 | Agust D                                          | Agust D | «724148»                     |
| 2016 | Agust D                                          | Agust D | «140503 at dawn»             |
| 2016 | Agust D                                          | Agust D | «The Last»                   |
| 2016 | Agust D                                          | Agust D | «Tony Montana»               |
| 2016 | Agust D                                          | Agust D | «Interlude; Dream, Reality»  |
| 2016 | Agust D                                          | Agust D | «So Far Away ft. Suran»      |
| 2016 | Wings                                            | BTS     |                              |
| 2016 | Wings                                            | BTS     | «Blood Sweat & Tears»        |
| 2016 | Wings                                            | BTS     | «First Love»                 |
| 2016 | Wings                                            | BTS     | «BTS Cypher Pt. 4»           |
| 2016 | Wings                                            | BTS     | «Two! Three!»                |
| 2016 | Wings                                            | BTS     | «Interlude: Wings»           |

### 2017—2018
| Рік  | Альбом                      | Артист | Пісня                                         |
| ---- | --------------------------- | ------ | --------------------------------------------- |
| 2017 | Wings: You Never Walk Alone | BTS    |                                               |
| 2017 | Wings: You Never Walk Alone | BTS    | «Spring Day»                                  |
| 2017 | Wings: You Never Walk Alone | BTS    | «Outro: Wings»                                |
| 2017 | Wings: You Never Walk Alone | BTS    | «A Supplementary Story: You Never Walk Alone» |
| 2017 | Walkin '                    | Суран  | «Wine»                                        |
| 2017 | LOVE YOURSELF承'Her'        | BTS    |                                               |
| 2017 | LOVE YOURSELF承'Her'        | BTS    | «DNA»                                         |
| 2017 | LOVE YOURSELF承'Her'        | BTS    | «Best of Me»                                  |
| 2017 | LOVE YOURSELF承'Her'        | BTS    | «Pied Piper»                                  |
| 2017 | LOVE YOURSELF承'Her'        | BTS    | «Outro: Her»                                  |
| 2017 | LOVE YOURSELF承'Her'        | BTS    | «Sea»                                         |
| 2018 | Face Yourself               | BTS    |                                               |
| 2018 | Face Yourself               | BTS    | «Intro: Ringwanderung»                        |
| 2018 | Face Yourself               | BTS    | «Best of Me (Japanese ver.)»                  |
| 2018 | Face Yourself               | BTS    | «Blood Sweat & Tears (Japanese ver.)»         |
| 2018 | Face Yourself               | BTS    | «DNA (Japanese ver.)»                         |
| 2018 | Face Yourself               | BTS    | «Spring Day (Japanese ver.)»                  |

## Нагороди та номінації
| Рік  | Нагорода           | Категорія     | Переможець            | Результат | Посилання |
| ---- | ------------------ | ------------- | --------------------- | --------- | --------- |
| 2017 | Melon Music Awards | Гарячий тренд | Суран і Шуґа («Wine») | Перемога  | [ 40 ]    |

## Галерея

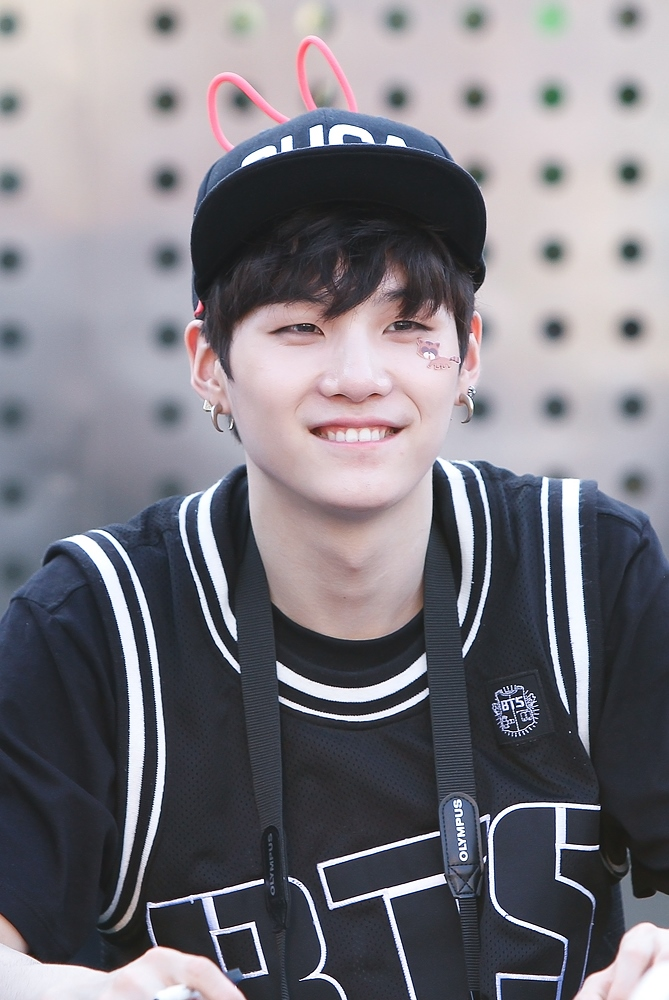
2013
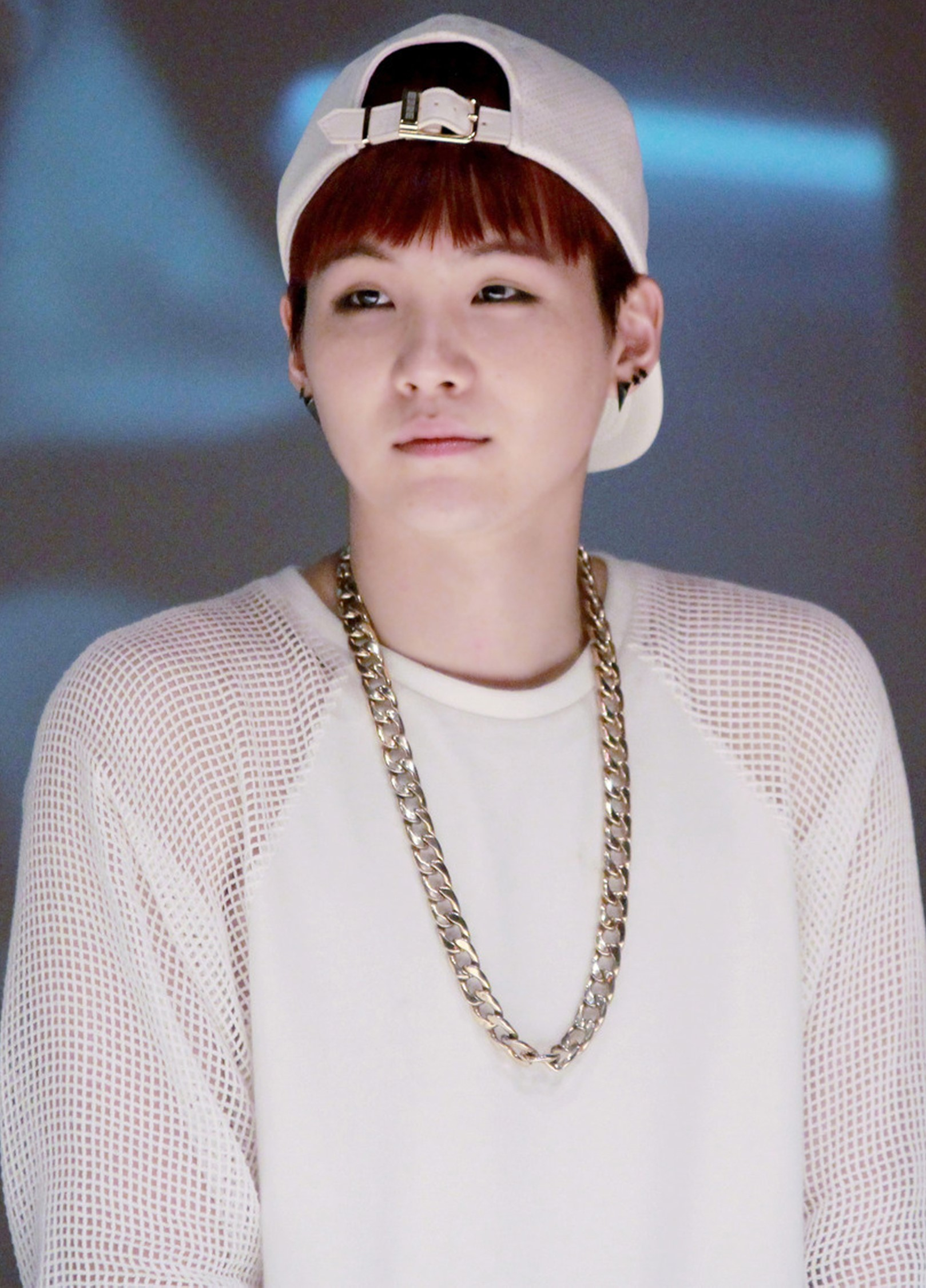
2014
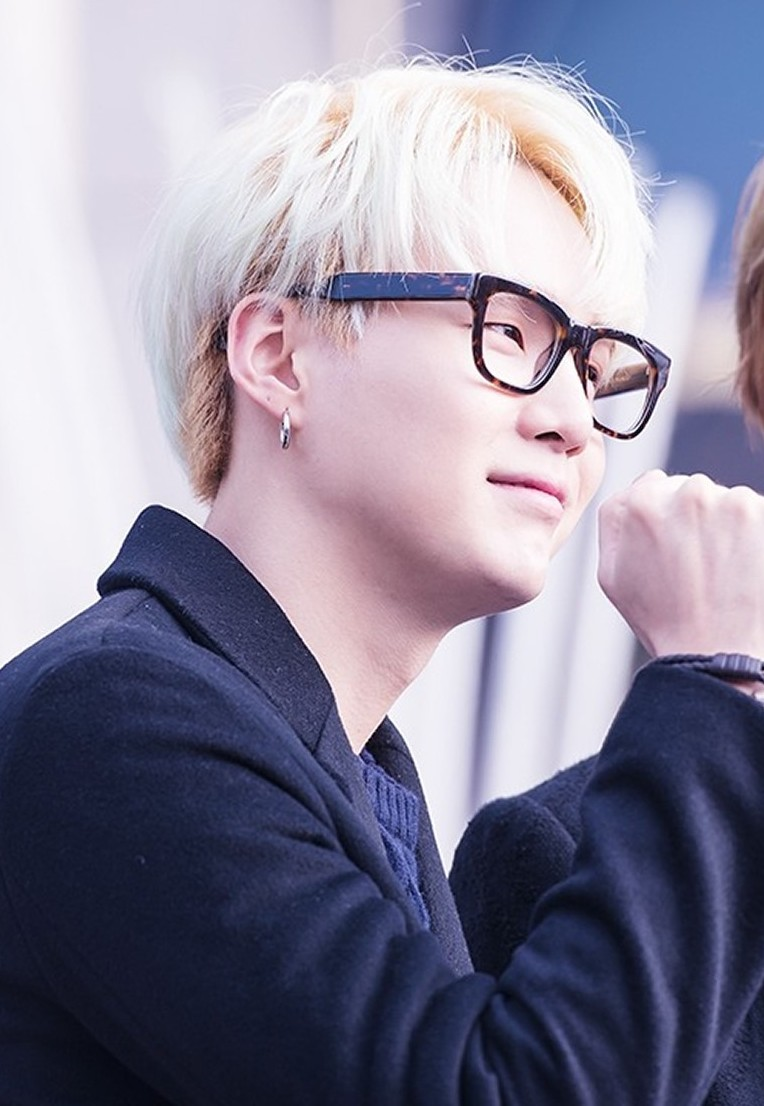
2015
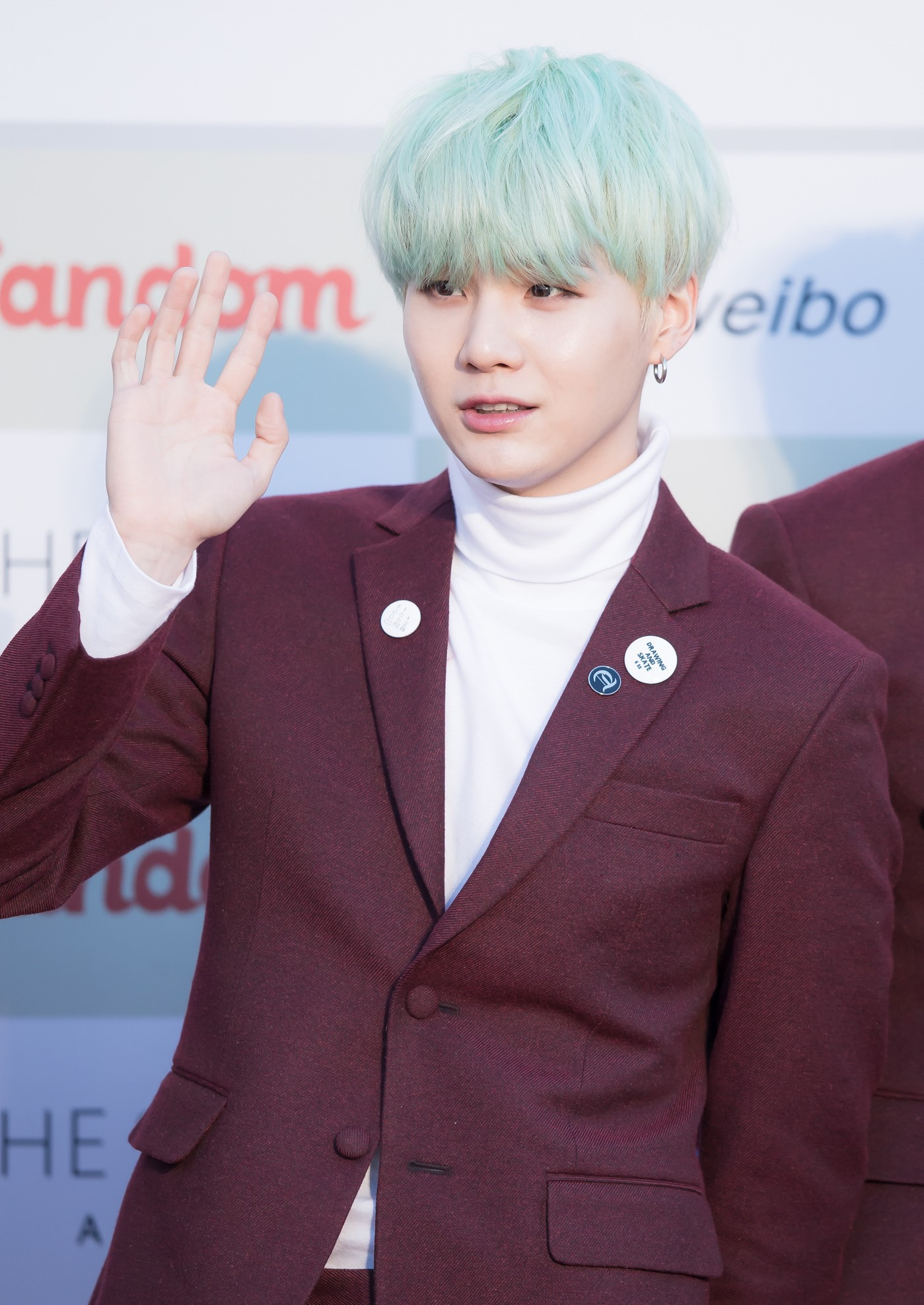
2016
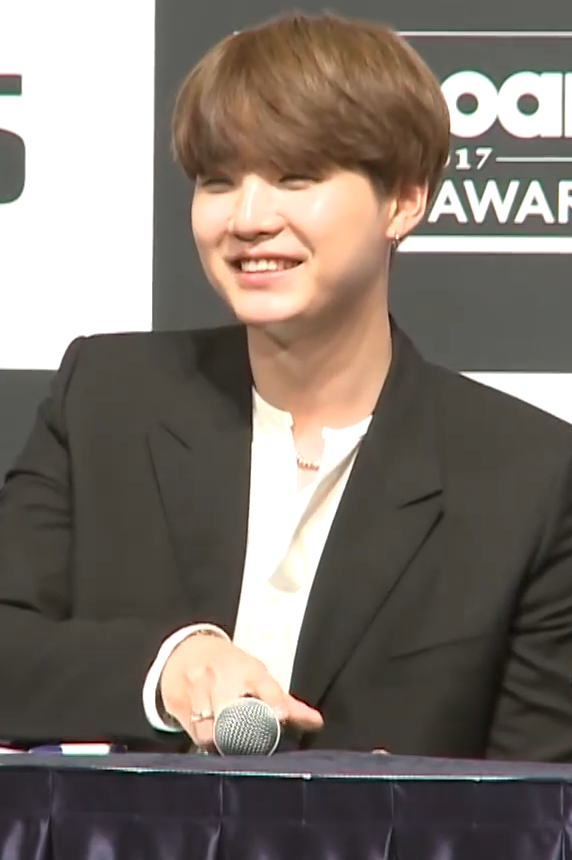
2017
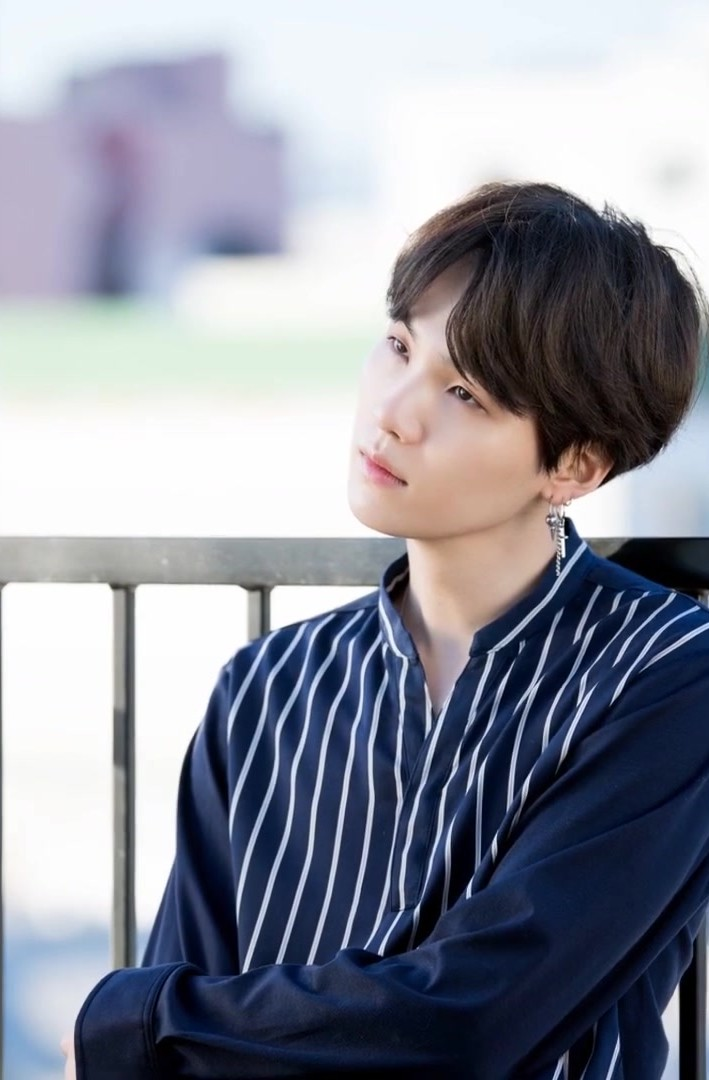
2018
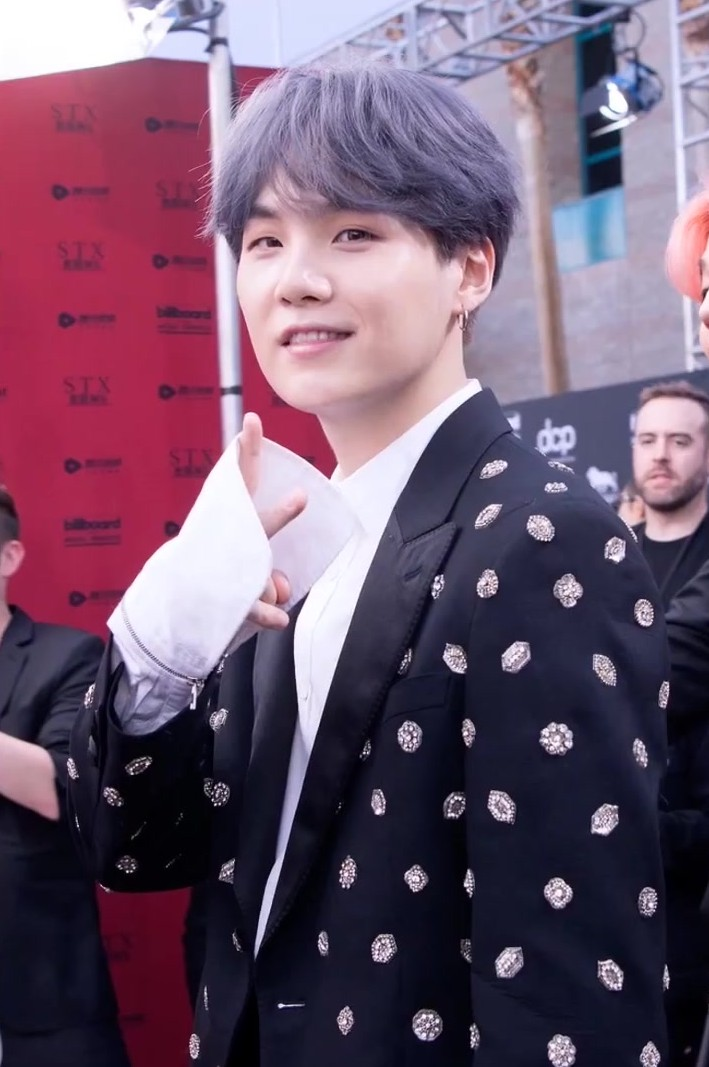
2019